# لين رينيه
لين رينيه هي ممثلة بلجيكية، ولدت في 17 مايو 1979 في بلجيكا.

## أعمال

### أفلام
- (2016) انقسام[5][6]

## وصلات خارجية
- لين رينيه على موقع IMDb (الإنجليزية)
- لين رينيه على موقع ألو سيني (الفرنسية)
- لين رينيه على موقع ميوزك برينز (الإنجليزية)
- لين رينيه على موقع أول موفي (الإنجليزية)
- لين رينيه على موقع قاعدة بيانات الفيلم (الإنجليزية)
- لين رينيه على موقع كينوبويسك (الروسية)